# Drešnica
Drešnica (em cirílico: Дрешниџа) é uma vila da Sérvia localizada no município de Blace, pertencente ao distrito de Toplica, na região de Toplica. A sua população era de 75 habitantes segundo o censo de 2011.

## Demografia
| 1948 | 1953 | 1961 | 1971 | 1981 | 1991 | 2002 | 2011 |
| ---- | ---- | ---- | ---- | ---- | ---- | ---- | ---- |
| 320  | 356  | 332  | 270  | 218  | 125  | 102  | 75   |